# Léninski (Medvédovskaia)
|  | Per a altres significats, vegeu «Léninski». |

Léninski - Ленинский (rus) - és un khútor del krai de Krasnodar, a Rússia. Es troba a la vora del Kotxeti, afluent del Kirpili. És a 24 km al sud de Timaixovsk i a 41 al nord-est de Krasnodar.
Pertany a l'stanitsa de Medvédovskaia.